# James Wolfe-Murray
James Wolfe-Murray, né le 13 mars 1853 et décédé le 17 octobre 1919, est un officier de l'armée britannique qui a servi lors de la quatrième guerre anglo-ashanti, la seconde guerre des Boers et la Première Guerre mondiale. Il est nommé chef d'état-major général impérial trois mois après le début de la Première Guerre mondiale. Considéré comme inefficace, il est remplacé en septembre 1915 après l'échec de la campagne des Dardanelles.

## Biographie

### Carrière militaire
James Wolfe-Murray est le fils de James Wolfe-Murray (1814-1890) et d’Élisabeth Charlotte Murray (née Whyte-Melville). Il fait ses études au Trinity College, Glenalmond (en), Harrow School et à l'Académie royale militaire de Woolwich, Murray intègre la Royal Artillery le 12 septembre 1872. Il est promu capitaine le 1er novembre 1881. Il suit les cours du Staff College de Camberley, il devient par la suite capitaine-adjudant adjoint et quartier-maitre général dans le nord de l'Angleterre en janvier 1884.
Le 1er juin 1884, Wolfe-Murray devient adjudant adjoint, il est nommé  quartier-maitre général au sein de la Direction générale du renseignement au siège de l'armée. Il est promu adjoint-quartier-maître général de la Direction générale du renseignement le 31 août 1884 et adjoint adjudant-général (chargé du renseignement sur la Russie, l'Asie centrale et du Sud et l'Extrême-Orient), le 1er juin 1887. En janvier 1889, il est nommé major, puis devient officier des services spéciaux à l'état-major en avril 1892. Par la suite, il obtient le grade de vice-adjudant général adjoint et s'occupe de l'instruction à Aldershot le 10 janvier 1894.
Wolfe-Murray participe à la quatrième guerre anglo-ashanti en Afrique de l'Ouest de novembre 1895 à février 1896. Il est ensuite transféré en Inde où il devient adjudant-général adjoint le 25 janvier 1898. Il est promu au grade de lieutenant-colonel le 31 mars 1898 et nommé quartier-maître général adjoint chargé du renseignement à quartier général de l'armée indienne le 25 mars 1899.
Au cours de la seconde guerre des Boers, Wolfe-Murray fait partie de l'état-major du commandant. Il obtient le grade de colonel et gère les lignes de communication au Natal à partir du 21 septembre 1899. Il est promu brigadier-général le 9 octobre 1899 puis major-général à titre temporaire le 1er mai 1900. Il devient Chevalier de l'Ordre du Bain le 19 avril 1901 pour ses actions durant la guerre.
En mai 1901, Wolfe-Murray retourne en Inde pour commander une brigade. Il obtient le grade de brigadier-général pour cet emploi. Enfin promu major-général le 1er janvier 1903, il devient quartier-maître général en Inde le 2 mai 1903 et maître général de l'artillerie au quartier-général de l'armée à Londres le 12 février 1904. À cette époque, le Comité Esher présidé par Lord Esher propose de profonds changements de structure pour l'armée britannique. Ce comité souhaite créer le « ruban bleu » une distinction pour identifier des officiers d'élite au sein des états-majors en excluant cependant les membres du personnel administratif. Wolfe-Murray s'oppose vivement à cet aspect des propositions.
Il est nommé sous-lieutenant adjoint du comté de Peebles, le 25 février 1907. Il devient officier général commandant de la 9e (Secunderabad) Division en Inde le 1er mars 1907, il est promu au grade de lieutenant général le 1er avril 1909.
En 1912, Wolfe-Murray est le représentant de l'armée au sein d'une délégation britannique envoyée en Russie par le Parlement. Le 9 décembre 1913, il est nommé commandant en chef du Commandement écossais puis commandant en chef en Afrique du Sud le 18 mai 1914.

### Première Guerre mondiale
Après la mort du général sir Douglas Charles en octobre 1914, Wolfe-Murray lui succède comme chef de l'état-major impérial, le 30 octobre 1914. Il assiste aux réunions du conseil de guerre sans intervenir dans les discussions, il laisse au field-marshal lord Kitchener, ministre de la Guerre, imposer sa vision stratégique. Du fait de cette absence de toute conviction personnelle, Winston Churchill surnomme Wolfe-Murray le  « mouton ». Après l'échec de la campagne des Dardanelles, Wolfe-Murray est remplacé par le général Sir Archibald Murray au poste de CIGS le 26 septembre 1915.
Après avoir mené une mission spéciale en Russie au printemps 1916, il est nommé officier général commandant du commandement de l'Est, le 5 mai 1916. Il est décoré de l'ordre russe de Sainte-Anne (1re classe, avec épées) le 16 mai 1916, de l'ordre russe de l'Aigle blanc le 14 janvier 1918 et du grand cordon de l'ordre du Trésor sacré le 9 novembre 1918.
Wolfe-Murray est nommé colonel-commandant de l'Artillerie royale le 9 avril 1917, au cours de sa carrière il a écrit deux manuels sur l'armée russe. Il meurt d'une crise cardiaque à son domicile à Cringletie (en) dans le Peeblesshire le 17 octobre 1919.

### Famille
En 1875, il épouse Arabella Bray avec qui il a deux fils et trois filles. Après la mort de sa première femme, il épouse en secondes noces Fanny Macfarlane (née Robson) en 1913.

## Note et référence
- (en) Cet article est partiellement ou en totalité issu de l’article de Wikipédia en anglais intitulé « James Wolfe-Murray » (voir la liste des auteurs).

1. ↑  « London Gazette », 24062, 3 février 1874 (consulté le 20 février 2013), p. 491
2. ↑  « London Gazette », 25042, 29 novembre 1881 (consulté le 20 février 2013), p. 6212
3. ↑  « London Gazette », 25361, 3 juin 1884 (consulté le 20 février 2013), p. 2439
4. ↑  « London Gazette », 25387, 15 août 1884 (consulté le 20 février 2013), p. 3680
5. ↑  « London Gazette », 25727, 5 août 1887 (consulté le 20 février 2013), p. 4242
6. ↑  « London Gazette », 26478, 23 janvier 1894 (consulté le 20 février 2013), p. 440
7. ↑  « London Gazette », 26961, 26 avril 1898 (consulté le 20 février 2013), p. 2594
8. ↑  « London Gazette », 26956, 12 avril 1898 (consulté le 20 février 2013), p. 2350
9. ↑  « London Gazette », 27085, 2 juin 1899 (consulté le 20 février 2013), p. 3521
10. ↑  « London Gazette », 27122, 3 octobre 1899 (consulté le 20 février 2013), p. 6008
11. ↑  « London Gazette », 27538, 27 février 1901 (consulté le 20 février 2013), p. 2062
12. ↑  « London Gazette », 27285, 15 mars 1903 (consulté le 20 février 2013), p. 1155
13. ↑  « London Gazette », 27306, 19 avril 1901 (consulté le 20 février 2013), p. 2696
14. ↑  « London Gazette », 27351, 3 septembre 1901 (consulté le 20 février 2013), p. 5812
15. ↑  « London Gazette », 27632, 1er janvier 1904 (consulté le 20 février 2013), p. 28
16. ↑  « London Gazette », 27646, 12 février 1904 (consulté le 20 février 2013), p. 1011
17. ↑  « London Gazette », 28001, 5 mars 1907 (consulté le 20 février 2013), p. 1579
18. ↑  « London Gazette », 28028, 7 juin 1907 (consulté le 20 février 2013), p. 3937
19. ↑  « London Gazette », 28238, 2 avril 1909 (consulté le 20 février 2013), p. 2591
20. ↑  « London Gazette », 28782, 26 décembre 1913 (consulté le 20 février 2013), p. 9254
21. ↑  « London Gazette », 28826, 1er mai 1914 (consulté le 20 février 2013), p. 3553
22. ↑  « London Gazette », 29353, 5 novembre 1915 (consulté le 20 février 2013), p. 10912
23. ↑  « London Gazette », 29584, 16 mai 1916 (consulté le 20 février 2013), p. 4935
24. ↑  « London Gazette », 30476, 11 janvier 1918 (consulté le 20 février 2013), p. 828
25. ↑  « London Gazette », 31002, 8 novembre 1918 (consulté le 20 février 2013), p. 13276